# Sanne Troelsgaard
Sanne Troelsgaard Nielsen, född 15 augusti 1988 i Kolding, är en dansk fotbollsspelare som spelar för Reading. Hennes tvillingsyster, Lotte Troelsgaard, är också fotbollsspelare.

## Klubbkarriär
Troelsgaard började spela fotboll som sexåring i Vejen SF. Därifrån gick hon som junior till Kolding Boldklub. Som 14-åring gick hon till Haderslev FK. Mellan 2005 och 2009 spelade Troelsgaard för SønderjyskE. Mellan 2009 och 2010 spelade hon för Brøndby IF.
I maj 2011 värvades Troelsgaard av IK Skovbakken. I december 2011 blev Troelsgaard utnämnd till "Årets kvinnliga fotbollsspelare i Danmark". Efter en säsong i Skovbakken återvände Troelsgaard till Brøndby IF. I augusti 2014 värvades Troelsgaard av KoldingQ.
I februari 2017 värvades Troelsgaard av FC Rosengård, där hon skrev på ett halvårskontrakt. I juli 2017 förlängde Troelsgaard sitt kontrakt med ett år. I juni 2018 förlängde hon sitt kontrakt med ytterligare ett år. Sommaren 2019 förlängde Troelsgaard sitt kontrakt säsongen ut och i november 2019 förlängde hon sitt kontrakt med två år. Efter säsongen 2021 lämnade Troelsgaard klubben.
Den 21 december 2021 värvades Troelsgaard av engelska Reading, där hon skrev på ett 2,5-årskontrakt.

## Landslagskarriär
Den 10 mars 2008 debuterade Troelsgaard för Danmarks landslag i en 1–0-vinst över Finland, där hon byttes in i den 73:e minuten mot Mia Brogaard. Troelsgaard var med i Danmarks trupp till fotbolls-EM 2009. Hon fick lämna återbud till fotbolls-EM 2013 på grund av sjukdom inom familjen.
Den 22 oktober 2016 spelade Troelsgaard sin 100:e landskamp för Danmark i en 1–0-vinst över Island.